# FLV
Flash Video (FLV) – kontener multimedialny używany do dystrybucji plików wideo przez internet.
Został stworzony przez Macromedia, a po przejęciu firmy w kwietniu 2005 jest rozwijany przez Adobe Systems.
Plik .flv można odtworzyć za pomocą przeglądarki internetowej z wtyczką Adobe Flash Player lub Gnash, a także osobnych programów, również bezpłatnych, np. Winamp, Moyea FLV Player, FLV Player, ALLPlayer, Media Player Classic (programy na licencji freeware), Mplayer, VLC media player (programy na licencji GPL).
Dostępne są również programy umożliwiające konwersję plików .flv do innych formatów, np. .avi.
Witryny rozprowadzające pliki wideo w postaci .flv to YouTube, ipla, Reuters.com, Yahoo! Video, MySpace czy Hulu.

## Wsparcie sprzętowe
Odtwarzacze multimedialne obsługujące bezpośrednio format FLV.
- Vedia
  - B6
  - C3
  - C5
  - C6
  - C6+
  - M10
  - T8

- PENTAGRAM
  - Eon Cineo
  - Eon Slide-R Twin Core
  - Vanquish R Wave Twin Core